# Мартін Стршелба
Мартін Стршелба (чеськ. Martin Střelba; нар. 22 березня 1967) — колишній чеський тенісист.
Найвищу одиночну позицію світового рейтингу — 53 місце досяг 26 лютого 1990 року.
Найвищим досягненням на турнірах Великого шолома було 2 коло в одиночному розряді.

## Фінали Гран-прі за кар'єру

### Одиночний розряд: 1 (0–1)
| Результат | Ранг | Дата | Турнір                    | Покриття | Суперник        | Рахунок            |
| --------- | ---- | ---- | ------------------------- | -------- | --------------- | ------------------ |
| Поразка   | 1.   | 1989 | Мюнхен, Західна Німеччина | Ґрунт    | Андрій Чесноков | 7–5, 6–7(6–8), 2–6 |

## Титули на челленджерах

### Одиночний розряд: (1)
| Результат | Ранг | Рік  | Турнір          | Покриття | Суперник    | Рахунок  |
| --------- | ---- | ---- | --------------- | -------- | ----------- | -------- |
| Перемога  | 1.   | 1992 | Фюрт, Німеччина | Ґрунт    | Рауль Вівер | 6–1, 6–2 |

### Парний розряд: (1)
| Результат | Ранг | Рік  | Турнір            | Покриття | Партнер              | Суперники                           | Рахунок       |
| --------- | ---- | ---- | ----------------- | -------- | -------------------- | ----------------------------------- | ------------- |
| Перемога  | 1.   | 1991 | Женева, Швейцарія | Ґрунт    | Габричідзе Володимир | Роберто Аргуельйо Крістіан Мініуссі | 1–6, 6–3, 6–4 |